# Zápas s nebem
Zápas s nebem je třídílný dobrodružný sci-fi román J. M. Trosky, vydaný poprvé v letech 1940–1941. Román volně navazuje na předchozí Troskovy knihy (především trilogii Kapitán Nemo). Určen mládeži, svým pojetím se řadí do hard science fiction, byť popis fyzikálních zákonů je i na svou dobu naivní; v Zápasu s nebem jsou všechny planety Sluneční soustavy obydleny.
Kniha poprvé vyšla po dílech v rozmezí let 1940–1941, pak v letech 1970 a 1992.

## Děj

### Smrtonoš
Trojice mladých mužů, potomků hrdinů trilogie Kapitán Nemo provádí pokusy s elektřinou. To přivede Nema ke stavbě Aeronautila – kosmické lodi, poháněné statickou elektřinou. Pomocí této lodi se hrdinové vypraví nejprve na Měsíc, kde naleznou obyvatele podobné tvorům, popsaným H. G Wellsem v románu První lidé na Měsíci. Po střetu s nimi objeví na jiném místě Měsíce i pozůstatky staré Atlantidy. Další cesta hrdinů vede na Mars. Zde naleznou dokonalou civilizaci, podobnou bájné Utopii. Při podrobnějším průzkumu však objeví, že druhá polovina planety je řízena ďábelským vládcem – Smrtonošem. Díky své zvědavosti se dostanou do jeho zajetí. Po několika peripetiích jej však porazí a umožní rozmach Utopie po celé planetě.

### Podobni bohům
Po opuštění Marsu se trojice krátce zastaví na malém asteroidu, kde objeví civilizaci miniaturních obyvatel podobnou obyvatelům Lilliputu. Po jeho opuštění zavítají na Venuši, kde prozkoumávají primitivní svět, který je směsí pozemských druhohor a počátků lidské civilizace. Objevují zde ale také stroje vyspělé technické civilizace. Její lodí (kterou nazývají Žlutý přízrak) jsou nakonec uneseni, zajati a vysazeni na pustý měsíc komety.

### Metla nebes
Na kometě se seznamují se zástupcem vyspělé civilizace obyvatel asteroidů. Společně se jim podaří opustit pusté vyhnanství a od obyvatel asteroidů dostávají novou loď – Metlu nebes. Společně se snaží pátrat po svých únoscích (ze Žlutého přízraku), kteří pocházejí z vnějších planet a terorizují planety vnitřní. Naleznou však už jen trosky jejich lodi. Po návštěvě Merkura, kde se k nim připojí místní bývalý vládce, se vracejí na Zemi, kde cesta po několika dalších dobrodružstvích končí.

## Postavy
- Arne Farin – jeden z hlavních hrdinů, rozvážný elektrotechnik, vyzbrojený paprsky smrti (elektrická zbraň podobná laseru)
- Pavel Horák – druhý z trojice hlavních hrdinů, lékař
- Petr Brada – třetí z hrdinů, místy nerozvážný strojař
- Žoli – technicky vyspělý obyvatel asteroidů, společník během třetí knihy
- Gabriel – bývalý král Merkuru, další společník během třetí knihy
- Agir – mluvčí martské civilizace
- Nemo – vládce tajné pozemské podzemní říše, vybavené vyspělou technikou

## Fyzika a technika
Troska, podobně jako v dalších svých románech, popisuje fyzikální jevy způsobem, který byl už v jeho době překonán. Jím popisovaný vesmírný pohon funguje na elektrostatickém principu, který částečně směšuje s elektromagnetismem; rakety jsou v jeho světě vybaveny pólovými nástavci, do nichž stačí zavést správné vysoké napětí, aby se raketa rozlétla žádaným směrem.

## Rozhlasová dramatizace
Fragment druhého dílu – Podobni bohům –, o setkání se Žlutým přízrakem, se roku 2020 dočkal rozhlasové dramatizace. Natočili jej v ostravském studiu Českého rozhlasu a premiérově vysílali na Vltavě 5. srpna 2020.